# A FAREWELL TO THE SEASHORE
『A FAREWELL TO THE SEASHORE～午後の水平線』（ア・フェアウェル・トゥー・ザ・シーショア〜ごごのすいへいせん）は松岡直也のスタジオ・アルバムで、ある。1983年3月23日にワーナー・パイオニアよりリリースされた。

## 概要
1982年の『THE SEPTEMBER WIND』で急激に人気が高まった松岡直也＆ウィシングだったが、大規模編成グループであるウィシングのライブ活動がままならなくなったために、小規模編成の「松岡直也グループ」を新たに結成し、本作は松岡直也グループとしての初レコーディング作である。
アルバム発表後にはモントルー・ジャズ・フェスティバルに出演し成功を収めた。この時の録音は、ライブ盤『WELCOME』に収録されている。

## 収録曲
全作曲: 松岡直也
| #  | タイトル                                                 | 作詞 | 作曲・編曲 | 時間 |
| -- | -------------------------------------------------------- | ---- | ---------- | ---- |
| 1. | 「サンスポット・ダンス」(SUNSPOT DANCE)                  |      |            | 5:37 |
| 2. | 「午後の水平線」(A FAREWELL TO THE SEASHORE)             |      |            | 6:15 |
| 3. | 「メイプル・ウィンド」(MAPLE WIND)                       |      |            | 5:30 |
| 4. | 「オブリビオン・イン・ザ・サンド」(OBLIVION IN THE SAND) |      |            | 4:14 |

| #  | タイトル                                          | 作詞 | 作曲・編曲 | 時間 |
| -- | ------------------------------------------------- | ---- | ---------- | ---- |
| 5. | 「夕なぎ」(EVENING CALM)                          |      |            | 4:29 |
| 6. | 「フリー・ヴォイッジ」(FREE VOYAGE)               |      |            | 4:06 |
| 7. | 「モノローグ」(MONOLOGUE)                         |      |            | 5:54 |
| 8. | 「ザ・ラスト・サマー・デイ」(THE LAST SUMMER DAY) |      |            | 7:50 |

## クレジット
- 松岡直也 - ピアノ、YAMAHA CP-80、プロフェット5、ROLAND JUPITER-8、Emulator 8 Voice
- 高橋ゲタ夫 - ベース
- 是方博邦 - ギター
- 津垣博通 - フェンダー・ローズ、プロフェット5
- 多田牧男 - ドラムス
- ウィリー長崎 - ティンバレス
- マーティン・ウィルウェバー - ドラムス
- ニューヨーク・フィルハーモニア室内管弦楽団 - ストリングス